# José María Morelos y Pavón, Coapilla
José María Morelos y Pavón är en ort i Mexiko.   Den ligger i kommunen Coapilla och delstaten Chiapas, i den sydöstra delen av landet, 700 km öster om huvudstaden Mexico City. José María Morelos y Pavón ligger 1 330 meter över havet och antalet invånare är 894.
Terrängen runt José María Morelos y Pavón är kuperad åt sydväst, men åt nordost är den bergig. Runt José María Morelos y Pavón är det ganska tätbefolkat, med 52 invånare per kvadratkilometer. Närmaste större samhälle är Coapilla, 7,0 km norr om José María Morelos y Pavón. I omgivningarna runt José María Morelos y Pavón växer huvudsakligen savannskog.